# El Maguey, Tamazunchale
El Maguey är en ort i Mexiko.   Den ligger i kommunen Tamazunchale och delstaten San Luis Potosí, i den sydöstra delen av landet, 200 km norr om huvudstaden Mexico City. El Maguey ligger 135 meter över havet och antalet invånare är 198.
Terrängen runt El Maguey är varierad. Runt El Maguey är det ganska tätbefolkat, med 86 invånare per kvadratkilometer. Närmaste större samhälle är Tamazunchale, 14,7 km väster om El Maguey. I omgivningarna runt El Maguey växer huvudsakligen savannskog.